# Голлум
Го́ллум (англ. Gollum, в некоторых переводах Го́рлум) — вымышленное существо легендариума Средиземья Дж. Р. Р. Толкина. Впервые был представлен в произведении «Хоббит, или Туда и обратно» 1937 года и сыграл важную роль в его продолжении «Властелин Колец» как один из ключевых персонажей. Скорее всего, Голлум являлся хоббитом-хватом Речного народа, жившего недалеко от Ирисных полей. Во «Властелине колец» говорится, что он изначально именовался как Сме́агол (др.-англ. Sméagol), но вследствие испорченности Кольцом Всевластья, его стали величать Голлумом из-за его привычки издавать «ужасный глотающий звук в горле».
Смеагол получил Кольцо, убив своего друга Деагола, который нашёл артефакт в реке Андуин. Голлум называл Кольцо «моя прелесть» или просто «прелесть». Оно продлило его жизнь далеко за рамки естественных пределов. Столетия влияния Кольца исказили тело и разум Голлума. Ко времени написания романов он «любил и ненавидел Кольцо, как любил и ненавидел себя». На протяжении всей истории Голлум разрывался между своей страстью к Кольцу и желанием освободиться от него. Хоббит Бильбо Бэггинс нашёл Кольцо Всевластия и забрал его себе, а Голлум впоследствии преследовал его до конца своей жизни. В конце концов Голлум забрал Кольцо у племянника Бильбо, Фродо Бэггинса, у Трещины Судьбы на Роковой горе в Мордоре, но пал в огонь вулкана, где сам погиб, а Кольцо было уничтожено.
Комментаторы описали Голлума как психологическую теневую фигуру Фродо и как злого проводника, в отличие от волшебника Гэндальфа — доброго проводника. Они также отметили, что Голлум не полностью злой и что он играет роль в воле Эру Илуватара, всемогущего создателя Средиземья, необходимую для разрушения Кольца. Что касается литературного анализа Голлума, то учёные сравнивали Голлума с сморщенной ведьмой Гагулой в романе Райдера Хаггарда «Копи царя Соломона» и с подземными морлоками в романе Герберта Уэллса «Машина времени».

## Личность
Голлум — существо небольшого роста, крайне тощее, с большими светящимися глазами. Его кожа, согласно «Хоббиту», блестящая и чёрного цвета. В «Хоббите» упоминается о том, что в прошлом он жил на поверхности. Голлум ранее был хоббитом, но, в отличие от них, не любил солнце и стремился спрятаться от него поглубже под землю. Вероятно, что по первоначальному замыслу автора, Голлум был каким-то существом неизвестной породы. Таким он изображён и в мультфильме Бакши — похожим одновременно на паука и на голодную лягушку. В кино-версии Джексона, его кожа напротив, была показана очень бледной, что было бы правдоподобней, поскольку Голлум несколько столетий не был на солнце. Голлум очень силён и ловок, но труслив и лжив, однако, когда дело касается «его прелести» — обретает храбрость.
Во «Властелине Колец» биография и личность Голлума раскрываются намного полнее: в трилогии он предстаёт уже не непонятным чудищем, а несчастным бывшим хоббитом, жертвой Кольца. Он начинает страдать раздвоением личности, разговаривать сам с собой, разделяясь на наивного, трусливого Смеагола и злобного Голлума (из-за этого Сэмуайз Гэмджи называет его «воришкой» (в других переводах «подлиза», «липучка») (Смеагол) и «вонючкой» (Голлум)). На него негативно действует светлое эльфийское волшебство: он отказывается есть лембас, а эльфийская лориэнская верёвка, которой его привязывает за ногу Сэм, причиняет Голлуму мучительную боль одним своим прикосновением. Ему ненавистен любой свет — и солнечный, и лунный. Его основная пища — сырая рыба или мясо, по-видимому, Голлум не брезгует также и падалью; в «Хоббите» упоминалось, что он убивал и поедал гоблинов в пещерах, а во «Властелине Колец» — что он пытался достать трупы из болот для поедания, но до них никак нельзя было дотянуться. Однако его любимой пищей всё же является сырая рыба.
Одной из отличительных особенностей Голлума является его манера речи. Он говорит о себе во множественном числе первого лица и употребляет в речи модифицированные версии обычных слов, например, «хоббитцы» (англ. hobbitses) вместо «хоббитов», «птитсы» (англ. birdses) вместо «птиц» и т. п. Само прозвище «Голлум» он получил за сглатывающий звук «голлум!», который часто повторял (подчёркивая эту его особенность, в одном из переводов Сэм со злостью говорит ещё до встречи с Голлумом: «Ну я вобью „голлум“ ему в глотку, попадись он мне!»). Его речь насыщена своеобразными синонимами, которыми он заменяет забытые слова: так, Солнце он называет «Жёлтый лик» (в других переводах «Жёлтая морда»). О себе Голлум говорит главным образом в третьем или во втором лице, иногда во множественном числе («мы»), хотя изредка, в особенности когда в нём просыпается личность Смеагола, он называет себя «я». Сэм и Фродо считают это признаком искренности его речей. Особенно известно присловье Голлума «Моя Прелесть» (англ. My Precious): так он называет Кольцо (а в «Хоббите» — и самого себя).

## Этимология имени
Имя Смеагол происходит от древнеанглийского слова smygel (др.-англ.  «нора», «место, в которое вползают»); его Толкин также использовал в слове «смиал» (др.-англ. smial), которым хоббиты называли свои наиболее крупные норы. Более отдалённо это имя также связано с именем дракона Смауга, которое является формой прошедшего времени прагерманского глагола smugan (прагерм. «протискиваться в дыру»). Подлинное имя Смеагола на вестроне — Трахальд (др.-англ. Trahald, переводится как «рытьё нор», «ввинчивание вглубь»), связанное таким же образом с настоящим именем Смауга на языке Дейла, Трагу (англ. Tragu).
Имя Голлум могло быть взято из древненорвежского языка, в котором есть слово gull (другая форма — goll), оно означает «золото, сокровище, драгоценность», а в словосочетании fingr-gull также обозначает «кольцо».

## Биография
В последнем тысячелетии Третьей Эпохи Смеагол жил в маленьком селении, которое располагалось на берегу реки, впадающей в Андуин. На этих берегах во втором году Третьей Эпохи погибли Исилдур и трое его старших сыновей, а Кольцо Всевластья было потеряно.
В 2463 году Т. Э. хоббит из племени хватов и родственник Смеагола, Деагол, случайно нашёл в реке Кольцо. Увидев Кольцо, Смеагол захотел получить его от Деагола как «подарок на день рождения», но Деагол отказал ему, заявив, что Смеагол уже получил от него подарок. Смеагол убил своего родича и забрал Кольцо себе.
Кольцо быстро подчинило Смеагола и изменило его характер в худшую сторону. За совершенные преступления хоббита изгнали из племени. В это время он получил прозвище «Голлум» из-за непонятных звуков, которые он произносил. В 2470 году Третьей Эпохи он уходит в Туманные Горы, надеясь найти у корней гор новую жизнь. Он стал называть себя «мы», а Кольцо именовать «прелестью». Кольцо продлило его жизнь, и почти 500 лет он жил на островке посреди подземного озера, потеряв облик хоббита.
Во время похода Бильбо Бэггинса и гномов (см. «Хоббит, или Туда и обратно») путешественники попадают в глубины Туманных Гор, и заблудившийся хоббит Бильбо находит Кольцо Всевластия, неожиданно «потерянное» Голлумом в одном из туннелей гоблинов. Затем Голлум встречается с Бэггинсом, и после игры с ним в загадки (последняя загадка Бильбо: «Что лежит у меня в кармане?»), проиграв, понимает, кто нашёл его «прелесть», и пытается напасть. Бильбо избегает смерти, случайно надев Кольцо.
Следующие три года Голлум страдает без Кольца и, наконец, в 2944 году Третьей Эпохи выходит на поверхность, начиная поиски «вора». В своих скитаниях Голлум пытается пробраться в Мордор, где встречается с Шелоб и остаётся в живых, вступив с ней в союз и пообещав доставлять ей живые жертвы. Последующие тридцать лет он проводит в поисках Кольца, иногда возвращаясь к Шелоб.
В это время (3001 г. Т. Э.) Гэндальф догадывается, каким кольцом владеет Бильбо, и охрана Шира усиливается. Маг пытается найти Голлума и просит Арагорна помочь ему. В 3009 году Голлум попадает в руки Саурона и под пытками рассказывает о Кольце и его местонахождении. Девятеро назгулов покидают Мордор и направляются в Шир. Вслед за ними выпускают Голлума; Арагорну и Гэндальфу удается изловить его, и некоторое время он пребывает у эльфов Лихолесья, однако ему помогают сбежать орки. Он выслеживает Братство Кольца в Мории и встречается с Фродо 29 февраля 3019 года. Пытаясь отнять у хоббитов Кольцо, Голлум нападает на них в открытую, но хоббиты одолевают его и вынуждают служить им проводником, заставив дать клятву именем Кольца служить его нынешнему обладателю (Фродо). Тем не менее, Голлум не оставляет попыток вернуть свою «Прелесть» и предлагает хоббитам провести их в Мордор тайным путём через перевал Кирит Унгол, где находится логово Шелоб. Таким образом, Голлум рассчитывал с помощью чудовища расправиться с хоббитами и самому завладеть Кольцом. Однако его замысел провалился, а сам Голлум, напав на Сэма, остался жив лишь чудом.
В Мордоре Голлум тайно следовал за Фродо и Сэмом к Ородруину, выжидая удобного случая, чтобы завладеть Кольцом. 25 марта 3019 года Третьей Эпохи хоббиты добрались до пещеры у жерла горы — Саммат Наур. Они хотели бросить Кольцо в пылающие недра Ородруина, но оказалось, что это совсем не так просто: любое существо, завладевшее Кольцом, оказывается под его полной властью, и противостоять этому невозможно. Стоя на краю пропасти, Фродо объявил себя Властелином Кольца, но на него внезапно напал Голлум. В схватке Голлум откусил безымянный палец соперника вместе с Кольцом, но почти тут же, прыгая от радости, свалился в пропасть. Кольцо упало в недра Ородруина и было уничтожено; Голлум тоже погиб, сыграв таким образом решающую роль в истории с кольцом.

## Создание и развитие
Согласно Дугласу Андерсону, прототип Голлума появляется в стихотворении Glip, написанном около 1928 года. В нём Толкин описывает живущее в пещере голодное существо с «двумя круглыми глазами», которые светятся во тьме.
В первом издании «Хоббита» Голлум представлен как относительно дружелюбное и почтенное существо, которое признаёт поражение в игре в загадки, и когда понимает, что кольцо потерялось, извиняется перед Бильбо и вместо кольца предлагает показать ему выход из пещеры. Джон Рейтлифф подчеркивает, что персонаж проявляет себя на удивление более достойно, чем Бильбо: тот знает, что завладел кольцом Голлума, но требует себе другое вознаграждение. В этой версии Голлум ещё не считается хоббитом; сам рассказчик говорит, что он не знает, «кто или что он был такое», он просто «Голлум» или «старый Голлум».
В 1937 году по просьбе издателя, который ждал продолжения «Хоббита», Толкин начал писать «Властелин Колец». В первом варианте главы «Тень прошлого» история Голлума, рассказанная Гэндальфом, уже была близка к окончательной версии. Разница в том, что Голлум сам находит Кольцо в реке, а его первоначальным именем было Дигол (др.-англ. Digol — «тайный», «скрытый»), а не Смеагол (позже имя Дигол изменилось в Деагол (др.-англ. Deagol) и было передано двоюродному брату Голлума).
В записи, датированной 1939 годом, Толкин предположил, что Голлум, возможно, нашёл второе кольцо в Мордоре, но эта идея не получила дальнейшего развития. В том же наброске уже присутствует финал «Властелина Колец»:

В этот момент Голлум — который, казалось, изменился и провёл их тайными тропами через Мордор — подходит и вероломно пытается отобрать Кольцо. Они борются, Голлум отбирает Кольцо и падает в Расщелину.
Оригинальный текст (англ.)At that moment Gollum — who had seemed to reform and had guided them by secret ways through Mordor — comes up and treacherously tries to take Ring. They wrestle and Gollum takes Ring and falls into the Crack.
— Tolkien J. R. R. Chapter XXII. New Uncertainties and New Projections // The Return of the Shadow / Ed. C. Tolkien — P. 380
В 1947 году, ещё в процессе написания «Властелина Колец», Толкин отправляет своему издателю различные поправки к «Хоббиту». В оригинальной версии 1937 года Голлум был готов отдать своё кольцо в качестве подарка Бильбо, но эта версия не согласуется с «Властелином Колец», где Кольцо имело слишком большое значение, особенно для Голлума. Поэтому Толкин планировал изменить историю встречи Бильбо Бэггинса с Голлумом. Он выслал издателю Стэнли Анвину переписанную версию главы «Загадки в темноте» как один пример изменений, необходимых для устранения противоречий с «Властелином Колец». К удивлению Толкина, новая версия главы была включена во второе издание «Хоббита», опубликованное в 1951 году. Поставленный перед свершившимся фактом, Толкин всё же находит способ сохранить последовательность в своих произведениях: пролог к «Властелину Колец» включает в себя замечание, объясняющее, что версия 1937 года была ложью, рассказанной Бильбо для гномов, а новая версия содержит описание настоящих событий.